# 巴讷费尔德
巴讷费尔德（荷蘭語：Barneveld）是荷兰东部海尔德兰省的一个市镇，人口50,098（2005年）。